# Chlorobiota
Pour le groupe des plantes vertes, voir Chlorobionta.
Phylum
Synonymes
- Ignavibacteriota Podosokorskaya et al. 2021
- Chlorobiota Whitman et al. 2018
- Ignavibacteriota Whitman et al. 2018
- Chlorobaeota Oren et al. 2015
- Ignavibacteraeota Oren et al. 2015
- Ignavibacteriae Podosokorskaya et al. 2013
- Chlorobi Iino et al. 2010
- Chlorobi Garrity & Holt 2001

Les Chlorobiota sont un phylum du règne des Pseudomonadati au sein du domaine Bacteria. Son nom provient de Chlorobium qui est le genre type de ce phylum.

## Historique
Ce phylum est proposé dès 2010 par Iino sous le nom de Chlorobi pour contenir deux classes de bactéries à Gram négatif strictement anaérobies, les Chlorobea et les Ignavibacteria. Cette création est proposée à la suite de la description de l'espèce Ignavibacterium album isolée à Yumata (Nagano, Japon). Il avait alors été établi que son ordre type était les Chlorobiales. En 2018, il a été proposé que le nom devienne Chlorobiota avec la classe Chlorobia comme classe type.
En 2021, ce nom du phylum est effectivement publié de manière valide par Oren et Garrity après un renommage conforme au code de nomenclature bactérienne. Le nom d'auteur de ce phylum (Iino) et qui fait autorité, diffère volontairement du nom des auteurs de l'article de la publication valide (Oren et Garrity). Dans le même temps, ces auteurs proposent aussi le nom de Ignavibacteriota comme nom de phylum publié de manière valide pour contenir les Ignavibacterium comme genre type. Ce dernier phylum est désormais considéré comme un synonyme hétérotypique du phylum Chlorobiota.

## Taxonomie

### Étymologie
L'étymologie de ce phylum Chlorobiota est la suivante : Chlo.ro.bi.o’ta N.L. neut. n. Chlorobium, genre type de ce phylum; N.L. neut. pl. n. suff. -ota, suffixe pour définir un phylum; N.L. neut. pl. n. Chlorobiota, le phylum des Chlorobium,.

### Phylogénie
Le phylum Chlorobiota a été défini dès 2010 sur la base du séquençage de l'ARNr 16S.

## Liste de classes
Selon la LPSN (22 avril 2025) ce phylum comporte deux classes publiées de manière valide :
- Chlorobiia corrig. Garrity & Holt 2022
- Ignavibacteria Iino et al. 2010